# The Beach Boys (Album)
The Beach Boys ist das 27. Album der US-Band The Beach Boys. Es wurde im Mai 1985 von der Plattenfirma Caribou Records veröffentlicht (Caribou ZK 39946). Das Album erreichte Platz 53 der US-Billboard-Charts sowie Platz 60 in den britischen Verkaufscharts. Produziert wurde „The Beach Boys“ von Steve Levine.

## Vorgeschichte zum Album
Seit ihrem letzten Album im Jahr 1980 hatten die Beach Boys kein neues Material veröffentlicht. Mike Love und Carl Wilson widmeten sich verstärkt ihren Solokarrieren. Erst nach Dennis Wilsons Tod wurde wieder an neuen Liedern gearbeitet.

## Das Album
Bruce Johnston nahm Kontakt zu dem Musikproduzenten Steve Levine auf. Steve war ein Freund von Bruce. Levine willigte ein, das Beach-Boys-Album zu produzieren. Hinzu hatte Bruce die Idee, dass Mike Love mit Bruces langjährigen Freund Terry Melcher arbeiten sollte, um neue Songs zu schreiben. Love sträubte sich anfangs, er wollte nicht mit einem externen Songwriter zusammenarbeiten. Sie trafen sich aber dennoch und begannen miteinander zu arbeiten. Aus dieser Zusammenarbeit kam der Song Getcha Back hervor. Getcha Back wurde 1985 als Single veröffentlicht und schaffte es auf Platz 26 in den Billboard Charts.
Neben diesem Lied schaffte es auch die zweite ausgekoppelte Single „It´s getting late“ in die Charts und erreichte Platz 82. Die dritte Singleauskoppelung „She believes in love again“ erreichte die Charts nicht.
Das Album wurde von Produzent Levine mit einer Reihe an computergesteuerten Elementen in Szene gesetzt. Auf einen Schlagzeuger wurde verzichtet, das Album wurde über einem Drum-Computer mit dem Schlagzeug-Sound versehen. Einzig auf dem Song „California Calling“ ist ein von Ringo Starr eingespieltes Schlagzeug zu hören. An zwei Songs war Myrna Smith Schilling beteiligt. Sie war Mitglied von Carls Solo-Band und hatte für seine Soloalben die Texte verfasst.

## Die Songs
1. „Getcha Back“ (Mike Love/Terry Melcher) (US-Charts #26)
2. „It's Gettin' Late“ (Carl Wilson/Myrna Smith Schilling/Robert White Johnson) (US-Charts #83)
3. „Crack at Your Love“ (Al Jardine/Brian Wilson/Eugene E. Landy)
4. „Maybe I Don't Know“ (Carl Wilson/Myrna Smith Schilling/Steve Levine/Julian Lindsay)
5. „She Believes in Love Again“ (Bruce Johnston)
6. „California Calling“ (Al Jardine/Brian Wilson)
7. „Passing Friend“ (George O’Dowd/Roy Hay)
8. „I'm So Lonely“ (Brian Wilson/Eugene E. Landy)
9. „Where I Belong“ (Carl Wilson/Robert White Johnson)
10. „I Do Love You“ (Stevie Wonder)
11. „It's Just a Matter of Time“ (Brian Wilson/Eugene E. Landy)
12. „Male Ego“ (Brian Wilson/Mike Love)

## Songinformationen
- She believes in Love again kam in den Adult Contemporary Charts auf Rang 26, verfehlte aber die Billboard.
- Male Ego war auf der LP-Version nicht enthalten und erschien nur als B-Seite für die Single Getcha Back. Auf der CD-Version war sie inkludiert.
- Für Getcha Back drehten die Beach Boys ein Musikvideo, bei dem sie selber nur Kurzauftritte haben. Der Text handelt einmal mehr von Nostalgie. Das Lied beinhaltet die für die Beach Boys der 1960er Jahre typische Falsettstimme, die von Brian Wilson und Jeffrey Foskett gesungen wird.